# Grupo Schaeffler
El Grupo Schaeffler (nombre original en alemán: Schaeffler-Gruppe), es una empresa alemana con sede en la ciudad de Herzogenaurach, dedicada a producir suministros para la industria automotriz y al desarrollo de componentes de ingeniería mecánica. Los productos del grupo incluyen sistemas de embrague, componentes de cajas de cambios, sistemas de distribución para motores, cojinetes, rodamientos y otros componentes mecánicos. El Grupo los comercializa bajo las marcas INA, FAG y LuK. El grupo de empresas controladas por Maria-Elisabeth Schaeffler y su hijo Georg Friedrich Wilhelm Schaeffler empleó a más de 83 000 personas en unas 200 localizaciones en más de 50 países de todo el mundo, y en 2020 sus ventas alcanzaron 12 600 millones de euros.
El inicio del grupo tiene su origen en la adquisición en 1933 de la compañía Davistan, que había quedado al borde de la liquidación después de que su propietario judío se viese forzado a huir de Alemania. Durante la Segunda Guerra Mundial, Schaeffler produjo armamento, empleó mano de obra esclava y procesó cabello humano procedente del campo de concentración de Auschwitz. En las etapas finales de la guerra, las fábricas se trasladaron de Alta Silesia a Alta Franconia. La empresa reanudó sus operaciones allí en la posguerra y comenzó a expandirse internacionalmente en la década de 1950.
En 2001 adquirió la empresa FAG Kugelfischer, uno de los principales fabricantes de rodamientos de Alemania de larga tradición. Desde 2009, el Grupo Schaeffler ha sido el mayor accionista individual de Continental AG, convertida organizativamente en una empresa filial de Schaeffler AG desde 2015.

## Historia

### Beneficios derivados de los crímenes nazis
La empresa se formó a partir de la compañía Davistan AG de Katscher (Alta Silesia), que en 1933, después de que su propietario judío Ernst Frank, nombrado ciudadano de honor de Katscher en 1929, tuvo que huir ante el imparable ascenso del nazismo, cayó en una Bankenkonsortium sobreendeudada y quebró. El Dresdner Bank, donde Wilhelm Schaeffler había trabajado como auditor de empresas desde 1937, ofreció a sus empleados la posibilidad de adquirir la compañía "Davistan Krimmer-, Pluch- and Carpet Factory AG", fijando su precio en un 30 por ciento por debajo de su valor real. La compra tuvo lugar en octubre de 1940.
En 1942, Wilhelm Schaeffler cambió la denominación de la empresa debido a las reminiscencias judías de su antiguo nombre. Aprovechó esta oportunidad para obligar a un antiguo miembro de la junta a dejar la administración de la empresa. La empresa pasó a llamarse Wilhelm Schaeffler AG. Su hermano, Georg Schaeffler, adquirió el 25 por ciento de las acciones de la compañía recién renombrada a finales de 1942. Durante la guerra, el alto mando alemán buscaba urgentemente más lugares de producción en la Alta Silesia, una zona que era casi imposible de alcanzar para las formaciones de bombarderos aliados. La compañía  "Willi Scheffler AG" de Katscher también estaba en una lista de planificación en junio de 1943 y fue amenazada con el cierre. Sin embargo, algunas empresas de fabricación civil lograron evitar su cierre recurriendo a la producción de defensa o asegurando una alta productividad y un consumo mínimo de materias primas y o de componentes.
En el verano de 1943, Wilhelm Schaeffler, que se había unido al partido nazi en 1941, fundó una sociedad comanditaria para el negocio de armamento. A partir de entonces controló la producción de su negocio tanto de armamento como de textiles. Las plantas de Katscher produjeron dispositivos de lanzamiento para la Luftwaffe, bombas incendiarias, rodamientos de agujas para tanques, colchones, abrigos y chalecos para la Wehrmacht.
La empresa utilizó trabajadores forzados procedentes de Francia, la Unión Soviética y Polonia. Estos últimos fueron internados en el campo de concentración Polenlager 92, en Katscher. En 1944, se formó una "empresa conjunta en tiempos de guerra" con Schumag, que fabricaba ejes, rodillos y pequeñas piezas de precisión para el ejército y la fuerza aérea en las instalaciones de Katscher.
La empresa, que en tiempo de guerra constaba de cuatro plantas de producción textil, también procesó cabello humano procedente del campo de exterminio de Auschwitz. Tras el final de la guerra y la huida de los Schaeffler a Franconia, en 1946 se encontraron 1950 kilogramos de cabello en el sexto piso de una edificación de una de las fábricas. Según una investigación realizada por el Instituto Forense de la Universidad Jaguelónica en Cracovia, resultaron ser cabellos humanos.
En 1947, los expertos forenses del Instituto de Peritos Judiciales de Cracovia detectaron en estos cabellos rastros de cianuro de hidrógeno (el componente principal del gas letal), mientras se realizaba un análisis adicional para detectar el gas Zyklon B. Entre las telas encontradas en las instalaciones de la compañía también aparecieron retales confeccionados con cabello humano, según una investigación de 1949 realizada por el Instituto de Medicina Forense de la Universidad Jaguelónica.
El exgerente técnico y su sucesor, quienes habían trabajado en la empresa durante muchos años, confirmaron en mayo de 1946 durante las investigaciones judiciales que se había estado utilizando cabello humano. Un testigo declaró que en 1943 dos vagones, cada uno con 1,5 toneladas de cabello humano, llegaron a Katscher y, si no se contaban con otras materias primas, se procesaban en forma de hilo en la fábrica. En 1947 las bolas de pelo y los rollos de tela hechos con pelo fueron entregados a la Staatliche Museum Auschwitz-Birkenau. Jacek Lachendro, subdirector del departamento de investigación del Museo de Auschwitz, confirmó a los periodistas de Spiegel TV en 2009 que parte del cabello expuesto en el museo procedía del hallazgo de Katscher.
El historiador Gregor Schöllgen, que investigó la historia de la empresa en nombre de la familia Schaeffler, afirmó en 2009 que "no había pruebas" o pruebas directas de la conexión con Auschwitz. Por esta opinión fue criticado con vehemencia en 2011 por sus colegas Tim Schanetzky, Cornelia Rauh y  Toni Pierenkemper.

### Reconstrucción en Franconia
En 1945, la empresa se trasladó a Schwarzenhammer, en la Alta Franconia, debido al avance del ejército soviético. "300 personas de Schaeffler", así como máquinas, materias primas y productos semielaborados, llegaron en 40 vagones de ferrocarril a este lugar, que formaba parte de la zona de ocupación estadounidense después del final de la guerra. En agosto de 1945 se fundó allí la "Fábrica de Máquinas Agrícolas". Tras el regreso de Wilhelm Schaeffler de la prisión polaca a mediados de septiembre de 1952 tras haber sido deportado por los estadounidenses, esta empresa, junto con Schaeffler KG, se sometió a un proceso de liquidación. En ese momento, la ubicación de Schwarzhammer ya había demostrado ser una solución provisional.
Ya en la primavera de 1946, los hermanos Wilhelm y Georg Schaeffler y dos socios fundaron una empresa en Herzogenaurach. Inicialmente, solo se les permitió reparar equipos agrícolas y producir bienes de consumo a partir de madera, pero pronto también se convirtió en proveedor de empresas de fabricación de herramientas. En 1949, Georg Schaeffler desarrolló una jaula interior para rodamientos de agujas, que pronto condujo al éxito de lo que en poco tiempo se convertiría en la compañía "Industrie-Nadellager" ("Industria de rodamientos de agujas") (INA). En 1951, se fundó Saar Nadellager oHG en Homburgo como la primera sucursal de INA en Alemania (en ese momento, la región del Sarre aún no estaba unida a la República Federal de Alemania, sino que era el Protectorado del Sarre bajo administración francesa). En 1956 siguió la creación de la primera sucursal extranjera en Haguenau. En 1957 comenzó la producción en Llanelli (Reino Unido), En el año 1958 se produjo la apertura de la fábrica en São Paulo, Brasil. 1963 vio la fundación de la primera filial de INA en los Estados Unidos. En 1965, con la participación de INA, la "Fábrica de Placas y Embragues August Häussermann" pasó a formar parte de Bühl, recibiendo el nombre de LuK (Lamellen und Kupplungsbau GmbH). 1979 vio la entrada en Hydrel AG, Suiza, y 1984 la inversión en Helmut Elges GmbH, de Steinhagen.
En 1989 se vendió la división de fabricación de alfombras y moquetas.
En 1991 y 1992, se abrieron plantas en Skalica (Eslovaquia) y Ansan (Corea del Sur); así como "INA Bearings China Co. Ltd."; seguidas en 1995 por la factoría de Taicang (China). Bajo la dirección de Jürgen Geißinger (noviembre de 1998 a octubre de 2013), la empresa siguió una "estrategia de adquisiciones agresivas". El año 1999 vio la adquisición completa de LuK. En el año 2000 se adquirió una participación mayoritaria en Rege Motorenteile GmbH. En 2001, el grupo se hizo con el control de su competidor FAG Kugelfischer de Schweinfurt mediante una compra hostil, y a continuación lanzó el nuevo grupo a la bolsa de valores. La empresa ha estado bajo el paraguas de la actual "Schaeffler AG" desde 2010, que había sido fundada en 1982 como parte de la empresa INA Holding Sociedad Limitada.
En 2017, el Grupo Schaeffler adquirió una propiedad de 40 000 metros cuadrados en Star Park, cerca de Halle y construyó allí un centro de ensamblaje y embalaje con alrededor de 900 puestos de trabajo. La producción comenzó allí en agosto de 2020. Los costos de inversión ascendieron a una cantidad de millones de tres dígitos.

### Adquisición de Continental AG
El 14 de julio de 2008, el Grupo Schaeffler confirmó su interés en asociarse con el proveedor de automoción Continental, fabricante de neumáticos. El 15 de julio de 2008 se presentó una oferta pública inicial de adquisición por importe de 69,37 euros por cada acción de Continental. Al mismo tiempo, se supo que el Grupo Schaeffler se había asegurado una participación de un 36 por ciento a través de Cash-Settled Equity Swaps. El 21 de agosto de 2008, el Grupo Schaeffler concluyó un acuerdo de inversión con Continental AG. La participación del Grupo Schaeffler en Continental AG debería limitarse a una participación minoritaria de hasta el 49,99 por ciento en los siguientes cuatro años. El ex canciller federal Gerhard Schröder se convirtió en garante de la protección de los intereses de todos los accionistas de Continental AG.
Finalmente, el 90 por ciento de las acciones de Continental AG se ofrecieron al Grupo Schaeffler al precio de la última oferta pública de adquisición de 75 euros. Mientras tanto, el precio de la bolsa había caído a alrededor de 20 euros. Debido a las obligaciones derivadas de la oferta pública de adquisición, Schaeffler tuvo que aceptar las acciones de Continental ofrecidas al elevado precio. Las acciones en exceso del 49,99 por ciento se pasaron a los bancos involucrados. El resultado fue que el Grupo Schaeffler tenía unas deudas más altas de lo previsto y las acciones de Continental AG, que en un principio estaban concebidas como garantía de las deudas, solo valían alrededor de una cuarta parte de lo previsto originalmente a principios de 2009.
A partir del 31 de agosto de 2008, Manfred Wennemer fue relevado por propia solicitud de su cargo de Presidente de Dirección, cargo que ocupaba desde el 11 de septiembre de 2001. Su sucesor fue Karl-Thomas Neumann. Entre Continental y Schaeffler se intensificó una disputa sobre cómo se podría reducir la enorme carga de la deuda y cómo se podría salvar la fusión. Después de que Schaeffler adquiriera la mayoría real de las acciones de Continental AG a principios de 2009, el presidente del Consejo de Supervisión de Continental, Hubertus von Grünberg, renunció a su cargo el 24 de enero de 2009.
Continental y Schaeffler juntas tenían una deuda de alrededor de 23.000 millones de euros y, a finales de enero de 2009, intentaron obtener ayudas estatales para permitir que el Grupo Schaeffler siguiera existiendo. Los gobiernos estatales de Baja Sajonia y Baviera estaban negociando ayudas de alrededor de 500 millones de euros cada uno, y se habían exigido garantías por valor de cuatro mil millones de euros al gobierno federal.
Para llamar la atención sobre la situación que amenazaba su existencia, los empleados de la empresa fundaron la iniciativa "También somos Schaeffler". En una primera acción en febrero de 2009, 8000 empleados y muchos partidarios de la empresa se manifestaron en Herzogenaurach por la preservación del Grupo Schaeffler.
El Grupo Schaeffler comparó su importancia para la industria automotriz con la de la banca de inversión Lehman Brothers estadounidense para el sector bancario. Prometió un reembolso rápido de la ayuda estatal con intereses, que nunca se solicitó ni se utilizó.
En las negociaciones con IG Metall, se hicieron concesiones de gran alcance para expandir la cogestión y publicar los resultados comerciales. A mediados de marzo de 2009, Klaus Rosenfeld, el ex director financiero del Dresdner Bank, fue nombrado nuevo director financiero.
El 19 de octubre de 2009, Wolfgang Reitzle fue nombrado Presidente del Consejo de Supervisión de Continental AG.
El 6 de enero de 2010, Continental generó ingresos brutos de 1100 millones de euros mediante la emisión de 31 millones de nuevas acciones. Tras la ampliación de capital, Schaeffler KG, los bancos M.M. Warburg y Metzler juntos poseían poco más del 60 por ciento de Continental AG.

### OPI
En septiembre de 2015, Schaeffler AG anunció su Oferta Pública Inicial de venta en la Bolsa de Fráncfort para el 5 de octubre de 2015. Se debían colocar hasta 166 millones de acciones preferentes sin derecho a voto con inversores institucionales. De estos, 100 millones procedían de la cartera de Schaeffler Verwaltungs GmbH; los 66 millones de acciones restantes procedían de una ampliación de capital. Las acciones ordinarias con derecho a voto no se cotizaron en la bolsa de valores y permanecieron en manos de la familia Schaeffler. El volumen de emisión se estimó en torno a los 3000 millones de euros. Debido al entorno del mercado poco receptivo a las acciones de los proveedores automotrices debido al escándalo de emisiones contaminantes de vehículos Volkswagen, Schaeffler pospuso su salida a bolsa al 9 de octubre de 2015 y redujo el volumen de emisión a 1400 millones de euros; Schaeffler Verwaltungs GmbH solo quería colocar 9 millones de acciones en lugar de 100 millones a un precio de 12 a 14 euros cuando salió a bolsa; el resto debería ingresar gradualmente al mercado después de un período de bloqueo de seis meses. La salida a bolsa tuvo lugar el 9 de octubre de 2015. El primer precio alcanzó 13,50 EUR después de que el precio de emisión fuera de 12,50 EUR. Los ingresos esperados de 2500 millones de euros no se pudieron lograr porque solo se colocaron 75 millones de acciones preferentes, lo que resultó en ingresos de 937,5 millones. La mayor parte de los ingresos se utilizó para reducir la deuda de Schaeffler y el holding. Juntas, ambas empresas tenían deudas por casi 10.000 millones de euros tras la adquisición de Continental.
El capital social de Schaeffler AG asciende a 666 millones de euros y está dividido en 500 millones de acciones ordinarias con derecho a voto y 166 millones de acciones preferentes sin derecho a voto con una participación del 75,1 y el 24,9 por ciento respectivamente del capital social. Las acciones ordinarias pertenecen en su totalidad a los accionistas familiares (Maria-Elisabeth Schaeffler-Thumann y su hijo Georg Schaeffler) a través de INA-Holding Schaeffler GmbH & Co. KG y otras sociedades intermedias del holding. Las acciones preferentes cotizan plenamente en la bolsa de valores desde abril de 2016.
Después de una conversión planificada de acciones ordinarias en acciones preferenciales en 2018, se suponía que el capital social se dividiría en 334 millones de acciones ordinarias y 332 millones de acciones preferentes, pero fracasó debido a la resistencia de los accionistas.

## Propietarios
La viuda del fundador de la empresa Georg Schaeffler, Maria-Elisabeth Schaeffler, posee actualmente el 20 % del capital con derecho a voto, y su hijo Georg Friedrich Wilhelm Schaeffler posee el 80 % de las acciones con derecho a voto de la empresa. El negocio operativo del Grupo Schaeffler y la participación en Continental AG se fusionaron en Schaeffler GmbH en 2010, que se convirtió en una sociedad anónima el 13 de octubre de 2011. A principios de 2015, la participación del 46 % en Continental AG se escindió de Schaeffler AG y ahora está directamente subordinada al holding de la familia Schaeffler. Esto significa que Continental AG es ahora una empresa filial de Schaeffler AG.

## Estructura organizativa
El grupo se ha dotado de una estructura organizativa y de gestión basada en una matriz tridimensional, 2018 en la que se establecieron "divisiones", "funciones" y "regiones":
- Automotive OEM (desde 2020 Automotive Technologies), Automotive Aftermarket e Industry formaron las divisiones.
- Se distinguieron cinco áreas en la dimensión Funciones: (a) Funciones del CEO, (b) Tecnología, (c) Producción, Gestión de la Cadena de Suministro y Compras', (d) Finanzas y (e) Recursos Humanos.
- En términos regionales, el grupo finalmente dividió su negocio en las áreas de Europa, América, Gran China y Asia/Pacífico.

## Productos
En la actualidad, el Grupo Schaeffler fabrica diversos componentes para la industria del automóvil, la ingeniería mecánica y la industria aeroespacial bajo las marcas INA, FAG y LuK. La división de automoción produce componentes y unidades para motores, transmisiones y chasis, así como componentes para tecnología de propulsión, maquinaria de producción, industria pesada, bienes de consumo e industrias eólicas, tecnología de transporte ferroviario y de energía.
La empresa posee un total de alrededor de 26 500 patentes y solicitudes de patentes en 20 centros de desarrollo distribuidos por todo el mundo (a partir de 2020) y fue el segundo solicitante de patentes más activo en Alemania en 2019. Schaeffler es también una de las mayores empresas de formación del norte de Baviera.

### INA

Logo de INA

La secuencia de letras INA es hoy una abreviatura de marca de "Industrie-Nadellager" ("Industria de Rodamientos de Agujas"). En 1949, el desarrollo de la jaula interior de los rodamientos de agujas por parte de Georg Schaeffler los convirtió en un componente fiable para la industria. En 1965, INA participó en la fundación de LuK Finne und Kupplungsbau GmbH en Bühl, que fue absorbida por completo en 1999 para ampliar la competencia como proveedor de sistemas para la industria del automóvil.

### FAG

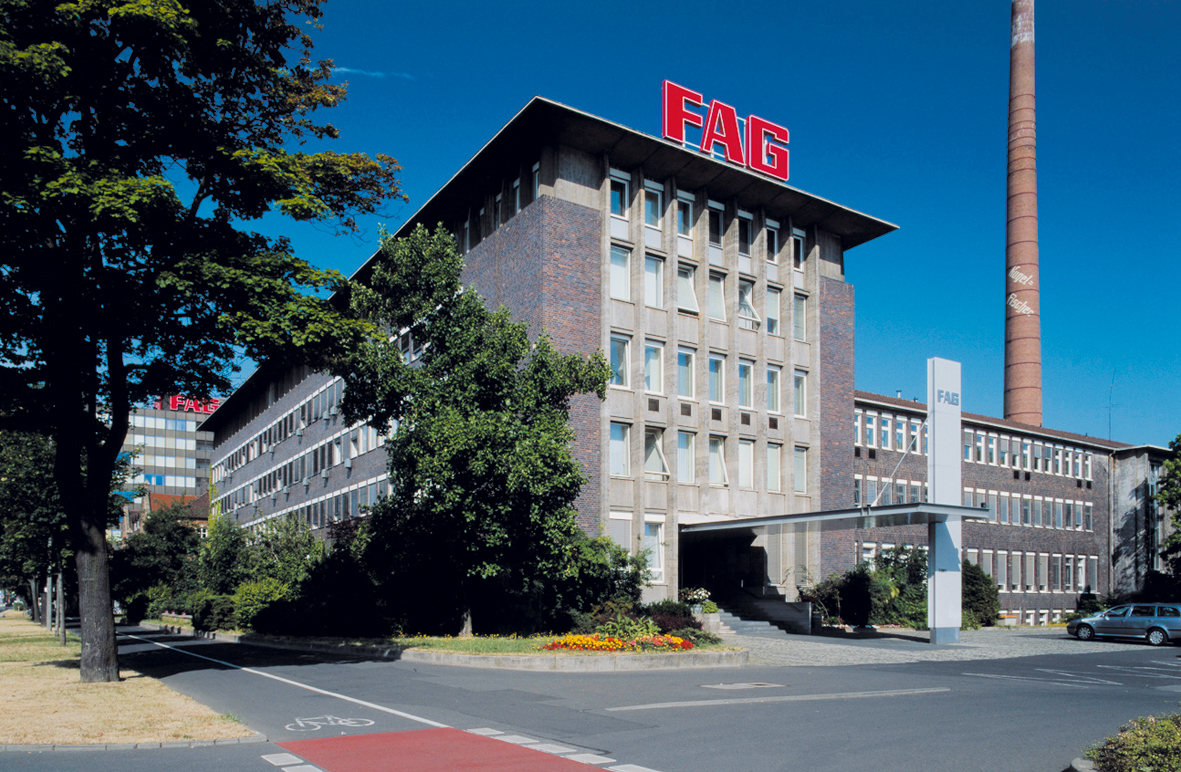
Sede de Schaeffler Technologies GmbH & Co. KG en Schweinfurt

FAG originalmente significaba la "Fábrica Fischer Automática de Bolas de Acero Fundido" (véase FAG Kugelfischer). En 1883 Friedrich Fischer construyó en Schweinfurt la primera amoladora automática de bolas de acero, con la que fue posible producir esferas metálicas con gran precisión. El dispositivo desarrollado por Fischer y Wilhelm Höpflinger fue patentado en 1890. El desarrollo contribuyó al crecimiento de la industria de los rodamientos. En 1905, la marca FAG se registró en la Oficina de Patentes y Marcas de Berlín. Georg Schäfer (II), que entonces controlaba FAG, fue la única empresa del sector que no participó en la fusión de 1929 de la industria alemana de rodamientos bajo la presión de la empresa sueca SKF, y supo aprovechar los nichos de mercado que habían quedado libres debido a la fusión. Durante la Gran Depresión, el número de empleados se redujo casi a la mitad, pasando aser poco menos de 3000. Sin embargo, en 1939 ya contaba con 9000 trabajadores. En 1968 se compró la empresa austriaca AKF (Allgemeine Kugellagerfabrik Ges.m.b.H.). Once años después, la empresa vendió su división de sistemas de inyección para motores a Bosch. Kugelfischer adquirió Rotasym en Pößneck a la Treuhandanstalt de la Alemania Oriental en 199, aunque la fábrica se cerró poco después. Y también debido a las actividades en los nuevos estados federales, la empresa entró en una crisis en 1993 que amenazó su existencia. La renovación fue exitosa bajo el mandato de Kajo Neukirchen. El grupo se disolvió y el número de empleados se redujo a la mitad. La familia Schäfer dejó la dirección.

### LuK

Logo de LuK

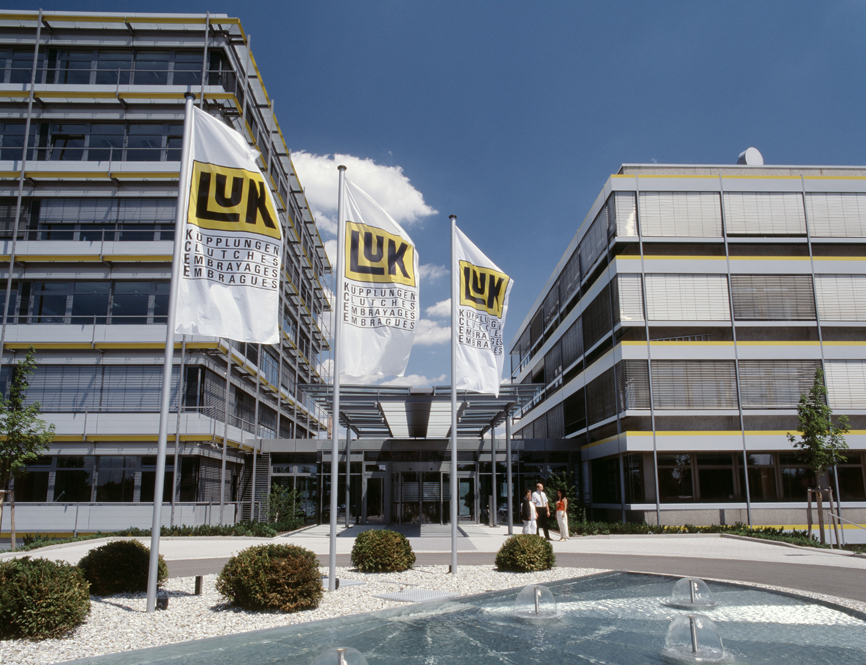
Sede de LuK GmbH & Co. KG en la localidad de Bühl

LuK GmbH & Co. KG (Lamellen- und Kupplungsbau; "Fábrica de Placas y Embragues") con sede en la localidad de Bühl en la Selva Negra, es un proveedor automotriz de elementos del tren de transmisión. La empresa fue fundada en 1965 por los hermanos Georg Schaeffler y Wilhelm Schaeffler con el nombre de LuK GmbH en la zona industrial de Bühler. LuK a su vez surgió de la empresa "Construcción de Placas y embragues August Häussermann", que se fundó en Esslingen-Mettingen en 1927.
Después de la Segunda Guerra Mundial, el programa de producción de la compañía August Häussermann se amplió para incluir embragues y discos de embrague para vehículos de motor. A esto se sumó la producción de resortes de disco, que se convirtieron en una parte esencial de los embragues de automoción. A partir de mayo de 1965, LuK suministró embragues de resorte de placa para los sucesores del VW Beetle en producción en serie. A partir de 1967, la empresa creció y se expandió en el país y en el extranjero. Siguió la producción en serie de embragues de vehículos para otros fabricantes de vehículos nacionales y extranjeros de renombre. Además, también se producían en masa embragues dobles para tractores y maquinaria agrícola. Otra área de negocio era la comercialización de repuestos de embrague para exportación. AS Autoteile-Service GmbH (más tarde LuK Aftermarket, hoy Schaeffler Automotive Aftermarket GmbH & Co. KG) en Langen, cerca de Frankfurt del Meno, surgió de esta línea de negocios en 1975.
A fines de la década de 1970, el volumen de producción aumentó a más de 200 millones de marcos alemanes. El volante bimasa (DMF) desarrollado por LuK, celebrado como primicia mundial en 1985, se ha convertido en un elemento casi imprescindible para la amortiguación de vibraciones en los trenes de transmisión. En 1995, LuK fue el primer fabricante de embragues en producir en masa el embrague autoajustable (SAC). También ha estado suministrando componentes para la transmisión variable continua desarrollada con el nombre de "Multitronic" por Audi desde 1999. El 1 de enero de 2000, el Grupo Schaeffler se hizo cargo del 50 por ciento restante del Grupo LuK que estaba en manos de Valeo.
En la actualidad, su gama de productos incluye sistemas de embrague, amortiguadores de torsión y componentes de transmisión para transmisiones variables continuas, automáticas y de doble embrague. Hoy, con más de 8000 empleados (5000 solo en la sede de Bühl), LuK es uno de los mayores empleadores en la "Euroregión de Pamina" (Palatinado, Alsacia del Norte y Rin Superior Medio).
Schaeffler Automotive Aftermarket (antes del 1 de enero de 2009: LuK-Aftermarket) vende repuestos de las marcas LuK, INA, FAG y Ruville para talleres y comercios de vehículos.
En marzo de 2006, las plantas de la división de bombas (hidráulica de vehículos de LuK y tecnología automotriz de LuK) fueron vendidas y continuadas por terceros bajo el nombre de empresa ixetic GmbH.